# Olympische Sommerspiele 2012/Schwimmen – 100 m Brust (Männer)
Der Wettbewerb über 100 Meter Brust der Männer bei den Olympischen Spielen 2012 in London wurde am 28. und 29. Juli 2012 im London Aquatics Centre ausgetragen. 44 Athleten nahmen daran teil. 
Es fanden sechs Vorläufe statt. Die 16 schnellsten Schwimmer aller Vorläufe qualifizierten sich für die zwei Halbfinals, die am gleichen Tag ausgetragen wurden. Auch hier qualifizierten sich die Finalteilnehmer über die acht schnellsten Zeiten beider Halbfinals.
Abkürzungen: WR = Weltrekord, OR = olympischer Rekord, NR = nationaler Rekord, PB = persönliche Bestleistung, JWB = Jahresweltbestzeit

## Bestehende Rekorde
| Weltrekord         | Brenton Rickard ( Australien) | 58,58 s | Rom, Italien                | 27. Juli 2009   |
| Olympischer Rekord | Kōsuke Kitajima ( Japan)      | 58,91 s | Peking, Volksrepublik China | 11. August 2008 |

## Titelträger
| Olympiasieger     | Kōsuke Kitajima ( Japan)       | 58,91 s     | Peking 2008   |
| Weltmeister       | Alexander Dale Oen ( Norwegen) | 58,71 s     | Shanghai 2011 |
| Europameister     | Fabio Scozzoli ( Italien)      | 1:00,55 min | Debrecen 2012 |
| Deutscher Meister | Christian vom Lehn             | 1:00,89 min | Berlin 2012   |

## Vorlauf

### Vorlauf 1
28. Juli 2012
| Platz | Name              | Nation                       | Zeit        | Anmerkung |
| ----- | ----------------- | ---------------------------- | ----------- | --------- |
| 1     | Amini Fonua       | Tonga                        | 1:03,65 min |           |
| 2     | Mubarak al-Besher | Vereinigte Arabische Emirate | 1:05,26 min |           |
| 3     | Diguan Pigot      | Suriname                     | 1:05,55 min |           |
| 4     | Wael Koubrousli   | Libanon                      | 1:07,06 min |           |

### Vorlauf 2
28. Juli 2012
| Platz | Name                   | Nation     | Zeit        | Anmerkung |
| ----- | ---------------------- | ---------- | ----------- | --------- |
| 1     | Laurent Carnol         | Luxemburg  | 1:01,46 min |           |
| 2     | Čaba Silađi            | Serbien    | 1:01,95 min |           |
| 3     | Wladislaw Poljakow     | Kasachstan | 1:02,15 min |           |
| 4     | Édgar Crespo           | Panama     | 1:02,18 min |           |
| 5     | Jakob Jóhann Sveinsson | Island     | 1:02,65 min |           |
| 6     | Malick Fall            | Senegal    | 1:02,93 min |           |
| 7     | Azad al-Barazi         | Syrien     | 1:03,48 min | NR        |
| 8     | Dănilă Artiomow        | Moldau     | 1:03,57 min |           |

### Vorlauf 3
28. Juli 2012
| Platz | Name                  | Nation       | Zeit        | Anmerkung |
| ----- | --------------------- | ------------ | ----------- | --------- |
| 1     | Giacomo Perez-Dortona | Frankreich   | 1:00,59 min |           |
| 2     | Panagiotis Samilidis  | Griechenland | 1:01,20 min |           |
| 3     | Carlos Almeida        | Portugal     | 1:01,40 min |           |
| 4     | Li Xiayan             | China        | 1:01,55 min |           |
| 5     | Martin Liivamägi      | Finnland     | 1:01,57 min |           |
| 6     | Dawid Szulich         | Polen        | 1:02,07 min |           |
| 6     | Imri Ganiel           | Israel       | 1:02,07 min |           |
| 8     | Dragoș Agache         | Rumänien     | 1:02,93 min |           |

### Vorlauf 4
28. Juli 2012
| Platz | Name                  | Nation             | Zeit        | Anmerkung |
| ----- | --------------------- | ------------------ | ----------- | --------- |
| 1     | Dániel Gyurta         | Ungarn             | 59,76 s     | NR        |
| 2     | Cameron van der Burgh | Südafrika          | 59,79 s     |           |
| 3     | Brendan Hansen        | Vereinigte Staaten | 59,93 s     |           |
| 4     | Craig Benson          | Großbritannien     | 1:00,04 min |           |
| 5     | Brenton Rickard       | Australien         | 1:00,07 min |           |
| 6     | Lennart Stekelenburg  | Niederlande        | 1:00,96 min |           |
| 7     | Walerij Dymo          | Ukraine            | 1:01,27 min |           |
| 8     | Barry Murphy          | Irland             | 1:01,57 min |           |

### Vorlauf 5
28. Juli 2012
| Platz | Name                | Nation             | Zeit        | Anmerkung |
| ----- | ------------------- | ------------------ | ----------- | --------- |
| 1     | Glenn Snyders       | Neuseeland         | 59,78 s     | NR        |
| 2     | Scott Dickens       | Kanada             | 59,85 s     | NR        |
| 3     | Michael Jamieson    | Großbritannien     | 59,89 s     |           |
| 4     | Eric Shanteau       | Vereinigte Staaten | 59,96 s     |           |
| 5     | Fabio Scozzoli      | Italien            | 59,99 s     |           |
| 6     | Felipe França Silva | Brasilien          | 1:00,38 min |           |
| 7     | Damir Dugonjič      | Slowenien          | 1:00,77 min |           |
| 8     | Mattia Pesce        | Italien            | 1:01,27 min |           |

### Vorlauf 6
28. Juli 2012
| Platz | Name               | Nation      | Zeit        | Anmerkung |
| ----- | ------------------ | ----------- | ----------- | --------- |
| 1     | Christian Sprenger | Australien  | 59,62 s     |           |
| 2     | Kōsuke Kitajima    | Japan       | 59,63 s     |           |
| 3     | Giedrius Titenis   | Litauen     | 59,68 s     |           |
| 4     | Ryō Tateishi       | Japan       | 59,86 s     |           |
| 5     | Felipe Lima        | Brasilien   | 1:00,57 min |           |
| 6     | Christian vom Lehn | Deutschland | 1:00,78 min |           |
| 7     | Hendrik Feldwehr   | Deutschland | 1:01,00 min |           |
| 8     | Roman Sludnow      | Russland    | 1:01,47 min |           |

## Halbfinale

### Lauf 1
28. Juli 2012
| Platz | Name                  | Nation             | Zeit        | Anmerkung |
| ----- | --------------------- | ------------------ | ----------- | --------- |
| 1     | Cameron van der Burgh | Südafrika          | 58,83 s     | OR        |
| 2     | Fabio Scozzoli        | Italien            | 59,44 s     |           |
| 3     | Brenton Rickard       | Australien         | 59,50 s     |           |
| 4     | Kōsuke Kitajima       | Japan              | 59,69 s     |           |
| 5     | Dániel Gyurta         | Ungarn             | 59,74 s     | NR        |
| 6     | Brendan Hansen        | Vereinigte Staaten | 59,78 s     |           |
| 7     | Ryō Tateishi          | Japan              | 59,93 s     |           |
| 8     | Felipe Lima           | Brasilien          | 1:00,08 min |           |

.

### Lauf 2
28. Juli 2012
| Platz | Name                | Nation             | Zeit        | Anmerkung |
| ----- | ------------------- | ------------------ | ----------- | --------- |
| 1     | Christian Sprenger  | Australien         | 59,61 s     |           |
| 2     | Giedrius Titenis    | Litauen            | 59,66 s     |           |
| 3     | Michael Jamieson    | Großbritannien     | 59,89 s     |           |
| 4     | Eric Shanteau       | Vereinigte Staaten | 59,96 s     |           |
| 5     | Felipe França Silva | Brasilien          | 1:00,01 min |           |
| 6     | Craig Benson        | Großbritannien     | 1:00,13 min |           |
| 7     | Glenn Snyders       | Neuseeland         | 1:00,15 min |           |
| 8     | Scott Dickens       | Kanada             | 1:00,16 min |           |

## Finale
29. Juli 2012, 20:11 Uhr MEZ
| Platz | Name                  | Nation             | Zeit        | Anmerkung |
| ----- | --------------------- | ------------------ | ----------- | --------- |
| 1     | Cameron van der Burgh | Südafrika          | 58,46 s     | WR, OR    |
| 2     | Christian Sprenger    | Australien         | 58,93 s     |           |
| 3     | Brendan Hansen        | Vereinigte Staaten | 59,49 s     |           |
| 4     | Dániel Gyurta         | Ungarn             | 59,53 s     | NR        |
| 5     | Kōsuke Kitajima       | Japan              | 59,79 s     |           |
| 6     | Brenton Rickard       | Australien         | 59,87 s     |           |
| 7     | Fabio Scozzoli        | Italien            | 59,97 s     |           |
| 8     | Giedrius Titenis      | Litauen            | 1:00,84 min |           |

Zum ersten Mal kamen sieben der acht Finalisten unter einer Minute ins Ziel.

Während Olympiasieger van der Burgh zwei Rekorde verbesserte (Olympiarekord im Halbfinale, Olympia- und Weltrekord im Finale), konnte der auf Platz 4 ins Ziel gekommene Ungar Gyurta den ungarischen Rekord in diesem Wettbewerb gleich drei Mal verbessern.

Nach Sichtung von Filmaufnahmen des Rennens wurde vermutet, dass Sieger van der Burgh nach der Wende drei Delfinbeinschläge machte. Erlaubt ist nur ein Beinschlag. Da allerdings keine Unterwasserkamera installiert war, hatten die Kampfrichter keine Handhabe für eine Disqualifikation. Van der Burgh gab in einem Interview mit der australischen Tageszeitung Sydney Morning Herald zu, sich mit diesen unerlaubten Beinschlägen beholfen zu haben.